# 匯通路駅
匯通路駅（かいつうろえき）は、中華人民共和国江蘇省南京市棲霞区にある、南京地下鉄4号線の駅である。

## 歴史
- 2017年1月18日4号線の駅として開業。

## 駅構造
地下2層構造の駅である。

### のりば
| 番線 | 路線            | 方面                                | 行先          |
| ---- | --------------- | ----------------------------------- | ------------- |
|      | 南京地下鉄4号線 | 聚宝山・鶏鳴寺・草場門・珍珠泉 方面 | 余家営 行き   |
|      | 南京地下鉄4号線 | 仙林湖・白象 方面                   | 華僑城東 行き |

## 隣の駅
南京地下鉄
■4号線
金馬路駅- 匯通路駅- 霊山駅